# Europarlamentari della Lettonia
Gli europarlamentari della Lettonia a partire dal 2004, a seguito dell'ingresso del Paese nell'Unione europea, sono i seguenti.

## Lista

### V legislatura (2004)
| Europarlamentare     | Lista                                    | Gruppo | Gruppo                                                    |
| -------------------- | ---------------------------------------- | ------ | --------------------------------------------------------- |
| Boriss Cilevičs      | Partito dell'Armonia Nazionale           |        | Gruppo del Partito del Socialismo Europeo                 |
| Silva Golde          | Partito Popolare                         |        | Gruppo del Partito Popolare Europeo - Democratici Europei |
| Andis Kāposts        | Unione dei Verdi e degli Agricoltori     |        | I Verdi/Alleanza Libera Europea                           |
| Aleksandrs Kiršteins | Partito Popolare                         |        | Gruppo del Partito Popolare Europeo - Democratici Europei |
| Paulis Kļaviņš       | Primo Partito di Lettonia                |        | Gruppo del Partito Popolare Europeo - Democratici Europei |
| Guntars Krasts       | Per la Patria e la Libertà/LNNK          |        | Unione per l'Europa delle Nazioni                         |
| Liene Liepiņa        | Nuova Era                                |        | Gruppo del Partito Popolare Europeo - Democratici Europei |
| Inese Šlesere        | Primo Partito di Lettonia                |        | Gruppo del Partito Popolare Europeo - Democratici Europei |
| Juris Sokolovskis    | Per i Diritti Umani nella Lettonia Unita |        | I Verdi/Alleanza Libera Europea                           |

### VI legislatura (2004-2009)
Europarlamentari eletti in occasione delle elezioni europee del 2004.
| Europarlamentare         | Lista                                    | Gruppo | Gruppo                                                           |
| ------------------------ | ---------------------------------------- | ------ | ---------------------------------------------------------------- |
| Georgs Andrejevs         | Via Lettone                              |        | Gruppo dell'Alleanza dei Democratici e dei Liberali per l'Europa |
| Valdis Dombrovskis       | Nuova Era                                |        | Gruppo del Partito Popolare Europeo - Democratici Europei        |
| Guntars Krasts           | Per la Patria e la Libertà/LNNK          |        | Unione per l'Europa delle Nazioni                                |
| Ģirts Valdis Kristovskis | Per la Patria e la Libertà/LNNK          |        | Unione per l'Europa delle Nazioni                                |
| Aldis Kušķis             | Nuova Era                                |        | Gruppo del Partito Popolare Europeo - Democratici Europei        |
| Rihards Pīks             | Partito Popolare                         |        | Gruppo del Partito Popolare Europeo - Democratici Europei        |
| Inese Vaidere            | Per la Patria e la Libertà/LNNK          |        | Unione per l'Europa delle Nazioni                                |
| Tatjana Ždanoka          | Per i Diritti Umani nella Lettonia Unita |        | I Verdi/Alleanza Libera Europea                                  |
| Roberts Zīle             | Per la Patria e la Libertà/LNNK          |        | Unione per l'Europa delle Nazioni                                |

- In data 19.03.2009 a Valdis Dombrovskis subentra Liene Liepiņa.

### VII legislatura (2009-2014)
Europarlamentari eletti in occasione delle elezioni europee del 2009.
| Europarlamentare | Lista                                                | Gruppo | Gruppo                                                           |
| ---------------- | ---------------------------------------------------- | ------ | ---------------------------------------------------------------- |
| Ivars Godmanis   | Primo Partito di Lettonia - Via Lettone              |        | Gruppo dell'Alleanza dei Democratici e dei Liberali per l'Europa |
| Sandra Kalniete  | Unione Civica                                        |        | Gruppo del Partito Popolare Europeo                              |
| Artūrs Kariņš    | Nuova Era                                            |        | Gruppo del Partito Popolare Europeo                              |
| Alexander Mirsky | Centro dell'Armonia (Partito dell'Armonia Nazionale) |        | Alleanza Progressista dei Socialisti e dei Democratici           |
| Alfreds Rubiks   | Centro dell'Armonia (Partito Socialista di Lettonia) |        | Sinistra Unitaria Europea/Sinistra Verde Nordica                 |
| Inese Vaidere    | Unione Civica                                        |        | Gruppo del Partito Popolare Europeo                              |
| Tatjana Ždanoka  | Per i Diritti Umani nella Lettonia Unita             |        | I Verdi/Alleanza Libera Europea                                  |
| Roberts Zīle     | Per la Patria e la Libertà/LNNK                      |        | Gruppo dei Conservatori e dei Riformisti Europei                 |

- In data 01.12.2011, per effetto dell'attribuzione al Paese di un seggio ulteriore, è proclamato eletto Kārlis Šadurskis (Unione Civica, gruppo PPE).

### VIII legislatura (2014-2019)
Europarlamentari eletti in occasione delle elezioni europee del 2014.
| Europarlamentare        | Lista                                | Gruppo | Gruppo                                                 |
| ----------------------- | ------------------------------------ | ------ | ------------------------------------------------------ |
| Valdis Dombrovskis      | Unità                                |        | Gruppo del Partito Popolare Europeo                    |
| Iveta Grigule           | Unione dei Verdi e degli Agricoltori |        | Europa della Libertà e della Democrazia Diretta        |
| Sandra Kalniete         | Unità                                |        | Gruppo del Partito Popolare Europeo                    |
| Arturs Krišjānis Kariņš | Unità                                |        | Gruppo del Partito Popolare Europeo                    |
| Andrejs Mamikins        | Partito Socialdemocratico "Armonia"  |        | Alleanza Progressista dei Socialisti e dei Democratici |
| Artis Pabriks           | Unità                                |        | Gruppo del Partito Popolare Europeo                    |
| Tatjana Ždanoka         | Unione Russa di Lettonia             |        | I Verdi/Alleanza Libera Europea                        |
| Roberts Zīle            | Alleanza Nazionale                   |        | Gruppo dei Conservatori e dei Riformisti Europei       |

- In data 01.11.2014 a Valdis Dombrovskis subentra Inese Vaidere
- In data 05.03.2018 a Tatjana Ždanoka subentra Miroslavs Mitrofanovs.
- In data 28.11.2018 a Artis Pabriks subentra Kārlis Šadurskis
- In data 24.01.2019 a Arturs Krišjānis Kariņš subentra Aleksejs Loskutovs.

### IX legislatura (2019-2024)
Europarlamentari eletti in occasione delle elezioni europee del 2019.
| Europarlamentare | Lista                                                   | Gruppo | Gruppo                                                 |
| ---------------- | ------------------------------------------------------- | ------ | ------------------------------------------------------ |
| Andris Ameriks   | Partito Socialdemocratico "Armonia" (Gods kalpot Rīgai) |        | Alleanza Progressista dei Socialisti e dei Democratici |
| Ivars Ījabs      | Sviluppo/Per!                                           |        | Renew Europe                                           |
| Sandra Kalniete  | Unità                                                   |        | Gruppo del Partito Popolare Europeo                    |
| Dace Melbārde    | Alleanza Nazionale                                      |        | Gruppo dei Conservatori e dei Riformisti Europei       |
| Nils Ušakovs     | Partito Socialdemocratico "Armonia"                     |        | Alleanza Progressista dei Socialisti e dei Democratici |
| Inese Vaidere    | Unità                                                   |        | Gruppo del Partito Popolare Europeo                    |
| Tatjana Ždanoka  | Unione Russa di Lettonia                                |        | I Verdi/Alleanza Libera Europea                        |
| Roberts Zīle     | Alleanza Nazionale                                      |        | Gruppo dei Conservatori e dei Riformisti Europei       |

### X legislatura (2024-in corso)
Europarlamentari eletti in occasione delle elezioni europee del 2024.
| Europarlamentare | Lista                               | Gruppo | Gruppo                                                 |
| ---------------- | ----------------------------------- | ------ | ------------------------------------------------------ |
| Sandra Kalniete  | Nuova Unità                         |        | Gruppo del Partito Popolare Europeo                    |
| Inese Vaidere    | Nuova Unità                         |        | Gruppo del Partito Popolare Europeo                    |
| Rihards Kols     | Alleanza Nazionale                  |        | Gruppo dei Conservatori e dei Riformisti Europei       |
| Roberts Zīle     | Alleanza Nazionale                  |        | Gruppo dei Conservatori e dei Riformisti Europei       |
| Ivars Ijabs      | Per lo Sviluppo della Lettonia      |        | Renew Europe                                           |
| Reinis Pozņaks   | Lista Unita                         |        | Gruppo dei Conservatori e dei Riformisti Europei       |
| Mārtiņš Staķis   | I Progressisti                      |        | I Verdi/Alleanza Libera Europea                        |
| Nils Ušakovs     | Partito Socialdemocratico "Armonia" |        | Alleanza Progressista dei Socialisti e dei Democratici |
| Vilis Krištopans | Prima la Lettonia                   |        | Patrioti per l'Europa                                  |